# Narciso Rodríguez

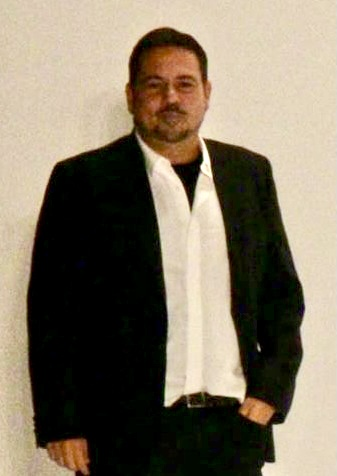
Narciso Rodriguez 2011

Narciso Rodríguez (Newark, 27 de enero de 1961) es un diseñador de moda estadounidense.

## Educación y primeros años
Rodríguez es hijo de los cubanos Narciso Rodríguez II, de profesión estibador y de Rawedia María Rodríguez, de ascendencia española. Creció en Newark, New Jersey. Sus padres estaban en contra de que Narciso se introdujera en el mundo de la moda. Estudió arte y diseño en la Parsons The New School for Design.[cita requerida]

## Carrera
Siguiendo el trabajo independiente en la industria textil de Nueva York, se unió an Anne Klein como director de diseño con Donna Karan. Más tarde, se incorporó a Calvin Klein donde trabajó en la Colección de Mujeres. En 1997 lanzó su marca propia. Su primer reconocimiento público fue cuando diseñó el vestido de su compañera en Calvin Klein Carolyn Bessette para su boda con John F. Kennedy, Jr.
En 2006, Rodríguez tenía una deuda de un millón de dólares con sus proveedores. El 5 de mayo de 2007, Liz Claiborne adquirió el 50% de la marca Narciso Rodríguez. En 2008 Narciso Rodríguez compró el 50% de Liz Claiborne por 12 millones de dólares.
El 4 de noviembre de 2008, Michelle Obama llevó un vestido de primavera de Narciso Rodríguez de la colección de 2009 cuándo su marido, Barack Obama, apareció por primera vez como presidente-electo de los Estados Unidos, en el Grant Park de Chicago; fue ampliamente criticado por la prensa de moda y por el público. El vestido había sido originalmente presentado en la semana de Moda de Ciudad de Nueva York en septiembre de 2008.
Entre las actrices que han vestido sus diseños están Salma Hayek, Claire Danes, Sarah Jessica Parker, Rachel Weisz, Jessica Alba, Jessica Seinfeld y Sonia Braga.

## Vida personal
El 22 de enero de 2013 se casó con Thomas Tolan tras varios años de relación. La pareja vive en Manhattan.

## Películas
Ha intervenido en el vestuario de varias películas:
- La joya de la familia (2005)
- La fuente de la vida (2006)
- Esparcid mis cenizas en Bergdorf (2013)